# Wspaniała pani Maisel
Wspaniała Pani Maisel (oryg. The Marvelous Mrs. Maisel) – amerykański serial telewizyjny (dramat historyczny, komedia) wyprodukowany przez Dorothy Parker Drank Here Productions  oraz Amazon Studios, którego twórcą jest  Amy Sherman-Palladino. Pilotowy odcinek został udostępniony 17 marca 2017 roku przez platformę Amazon Prime Video.
Pozostałe odcinki pierwszego sezonu zostały udostępnione 29 listopada 2017 roku na stronie internetowej Amazon Prime Video. Odcinki sezonu drugiego zostały udostępnione w grudniu 2018. Sezon trzeci ma 8 odcinków i miał premierę 6 grudnia 2019. Sezon czwarty miał mieć premierę już w grudniu 2020, ale ze względu na epidemię koronawirusa została ona opóźniona do lutego 2022.

## Fabuła
Akcja serialu rozgrywa się na przełomie lat 50. i 60. Opowiada o Miriam "Midge" Maisel, która wiedzie wraz ze swoim mężem i dwójką dzieci perfekcyjne życie. Wszystko zmienia się, gdy jej małżonek postanawia odejść do innej kobiety. Miriam odkrywa przez przypadek swój talent do stand-upu.

## Obsada
- Rachel Brosnahan jako Miriam "Midge" Maisel[3]
- Michael Zegen jako Joel Maisel[4]
- Alex Borstein jako Susie Myerson
- Tony Shalhoub jako Abe Weissman[5]
- Marin Hinkle jako Rose Weissman[6]
- Jordan Dean jako Ludlow Fowler
- Zachary Levi[7] jako Benjamin Ettenberg (od 2 sezonu)

## Odcinki
| Sezon | Odcinki | Oryginalna emisja w Amazon Prime Video | Oryginalna emisja w Amazon Prime Video |
| Sezon | Odcinki | Premiera sezonu                        | Finał sezonu                           |
| ----- | ------- | -------------------------------------- | -------------------------------------- |
| 1     | 8       | 17 marca 2017                          | 29 listopada 2017                      |
| 2     | 10      | 5 grudnia 2018                         | 5 grudnia 2018                         |
| 3     | 8       | 6 grudnia 2019                         | 6 grudnia 2019                         |
| 4     | 8       | 17 lutego 2022                         | 11 marca 2022                          |
| 5     | 9       | 14 kwietnia 2023                       | 26 maja 2023                           |

### Sezon 1 (2017)
| Nr | # | Tytuł                                        | Reżyseria             | Scenariusz            | Premiera w Amazon Prime Video |
| -- | - | -------------------------------------------- | --------------------- | --------------------- | ----------------------------- |
| 1  | 1 | Pilot                                        | Amy Sherman-Palladino | Amy Sherman-Palladino | 17 marca 2017                 |
| 2  | 2 | Ya Shivu v Bolshom Dome Na Kholme            | Amy Sherman-Palladino | Amy Sherman-Palladino | 29 listopada 2017             |
| 3  | 3 | Because You Left                             | Daniel Palladino      | Daniel Palladino      | 29 listopada 2017             |
| 4  | 4 | The Disappointment of the Dionne Quintuplets | Amy Sherman-Palladino | Amy Sherman-Palladino | 29 listopada 2017             |
| 5  | 5 | Doink                                        | Amy Sherman-Palladino | Daniel Palladino      | 29 listopada 2017             |
| 6  | 6 | Mrs. X at the Gaslight                       | Scott Ellis           | Sheila R. Lawrence    | 29 listopada 2017             |
| 7  | 7 | Put That on Your Plate!                      | Daniel Palladino      | Daniel Palladino      | 29 listopada 2017             |
| 8  | 8 | Thank You and Good Night                     | Amy Sherman-Palladino | Amy Sherman-Palladino | 29 listopada 2017             |

### Sezon 2 (2018)
| Nr | #  | Tytuł                   | Reżyseria             | Scenariusz            | Premiera w Amazon Prime Video |
| -- | -- | ----------------------- | --------------------- | --------------------- | ----------------------------- |
| 9  | 1  | Simone                  | Amy Sherman-Palladino | Amy Sherman-Palladino | 5 grudnia 2018                |
| 10 | 2  | Droga na scenę          | Amy Sherman-Palladino | Amy Sherman-Palladino | 5 grudnia 2018                |
| 11 | 3  | Sala kar                | Scott Ellis           | DanielPalladino       | 5 grudnia 2018                |
| 12 | 4  | Jedziemy do Catskills   | Daniel Palladino      | Daniel Palladino      | 5 grudnia 2018                |
| 13 | 5  | Nocny występ            | Amy Sherman-Palladino | Amy Sherman-Palladino | 5 grudnia 2018                |
| 14 | 6  | Czas na zmianę          | Daniel Palladino      | Daniel Palladino      | 5 grudnia 2018                |
| 15 | 7  | Z bonusem               | Jamie Babbit          | Amy Sherman-Palladino | 5 grudnia 2018                |
| 16 | 8  | Widoki na przyszłość    | Jamie Babbit          | Kate Fodor            | 5 grudnia 2018                |
| 17 | 9  | Głosujcie na Kenedy'ego | Daniel Palladino      | Daniel Palladino      | 5 grudnia 2018                |
| 18 | 10 | Zupełnie sama           | Amy Sherman-Palladino | Amy Sherman-Palladino | 5 grudnia 2018                |

### Sezon 3 (2019)
Premiera trzeciej części została odbyła się 6 grudnia 2019. Oficjalny zwiastun został wcześniej umieszczony na YouTube. Ponadto dostępny jest bonus "Wspaniałe podsumowanie". Trzecia część przenosi nas do 1960 roku i pokazuje nam rozwój kariery bohaterki oraz przeciwności z jakimi się spotyka.
| Nr | # | Tytuł                                | Reżyseria             | Scenariusz            | Premiera w Amazon Prime Video |
| -- | - | ------------------------------------ | --------------------- | --------------------- | ----------------------------- |
| 19 | 1 | Niech gra muzyka                     | Amy Sherman-Palladino | Amy Sherman-Palladino | 6 grudnia 2019                |
| 20 | 2 | Mamy lata sześćdziesiąte             | Dan Attias            | Daniel Palladino      | 6 grudnia 2019                |
| 21 | 3 | Odważne zdjęcie                      | Daniel Palladino      | DanielPalladino       | 6 grudnia 2019                |
| 22 | 4 | Ręce                                 | Daniel Palladino      | Daniel Palladino      | 6 grudnia 2019                |
| 23 | 5 | Komedia albo szmal                   | Amy Sherman-Palladino | Amy Sherman-Palladino | 6 grudnia 2019                |
| 24 | 6 | Jak w Fontainebleau                  | Amy Sherman-Palladino | Amy Sherman-Palladino | 6 grudnia 2019                |
| 25 | 7 | Wspaniałe radio                      | Daniel Palladino      | Daniel Palladino      | 6 grudnia 2019                |
| 26 | 8 | Wchodzi Żydówka do Apollo Theater... | Amy Sherman-Palladino | Amy Sherman-Palladino | 6 grudnia 2019                |

## Produkcja
W czerwcu 2016 roku Amazon Studios zamówiło u Amy Sherman-Palladino, twórczyni Kochanych kłopotów, odcinek pilotowy. W sierpniu tego roku ogłoszono, że tytułową rolę zagra Rachel Brosnahan. W kolejnym miesiącu do obsady dołączyli: Tony Shalhoub jako Abe Weissman oraz Michael Zegen jako Joel Maisel, a na początku października 2016 roku poinformowano, że w rolę Rose Weissman wcieli się Marin Hinkle.
W kwietniu 2017 roku Amazon Studios zamówiło dwa sezony serialu. Pod koniec maja 2018 roku przedłużono serial o trzeci sezon Poinformowano też, że w drugim sezonie wróci Zachary Levi.
W grudniu 2019 roku ogłoszono przedłużenie serialu o czwarty sezon

## Nagrody
- Emmy:
  - Najlepszy serial komediowy (2018)